# Джоелл Шад
Джоелл Шад (нар. 13 березня 1973) — колишня домініканська тенісистка.
Найвищу одиночну позицію світового рейтингу — 219 місце досягла 21 жовтня 1996, парну — 166 місце — 17 березня 1997 року.
Здобула 4 одиночні та 10 парних титулів туру ITF.

## Фінали ITF

### Одиночний розряд: 10 (4–6)
| Турніри $100,000 |
| Турніри $75,000  |
| Турніри $50,000  |
| Турніри $25,000  |
| Турніри $10,000  |

| Результат | Ранг | Дата             | Турнір                                  | Покриття | Суперниця          | Рахунок       |
| Поразка   | 1.   | 6 травня 1991    | Мехіко, Мексика                         | Тверде   | Белькіс Родрігес   | 2–6, 6–4, 3–6 |
| Перемога  | 2.   | 7 листопада 1994 | Санто-Домінго, Домініканська Республіка | Ґрунт    | Паула Кабесас      | 6–3, 6–2      |
| Поразка   | 3.   | 12 червня 1995   | Морелія, Мексика                        | Тверде   | Меган Шонессі      | 4–6, 6–1, 6–7 |
| Поразка   | 4.   | 26 червня 1995   | Мехіко, Мексика                         | Тверде   | Рената Колбовіч    | 6–4, 6–7, 6–7 |
| Поразка   | 5.   | 17 липня 1995    | Сантус (Сан-Паулу), Бразилія            | Ґрунт    | Андреа Віейра      | 2–6, 2–6      |
| Перемога  | 6.   | 1 квітня 1996    | Тампіко, Мексика                        | Ґрунт    | Ana Paola González | 6–4, 6–3      |
| Перемога  | 7.   | 24 червня 1996   | Кампу-Гранді, Бразилія                  | Тверде   | Мартіна Неєдли     | 6–2, 5–7, 6–4 |
| Поразка   | 8.   | 1 липня 1996     | Сантус (Сан-Паулу), Бразилія            | Ґрунт    | Андреа Віейра      | 2–6, 6–2, 6–7 |
| Перемога  | 9.   | 8 липня 1996     | Сан-Паулу, Бразилія                     | Ґрунт    | Ванесса Менга      | 6–1, 6–1      |
| Поразка   | 10.  | 15 березня 1999  | Сьюдад-Вікторія, Мексика                | Тверде   | Стефані Мейбрі     | 5–7, 1–6      |

### Парний розряд: 15 (10-5)
| Результат | Ранг | Дата             | Турнір                                  | Покриття | Партнерка           | Суперниці у фіналі                     | Рахунок            |
| Перемога  | 1.   | 7 листопада 1994 | Санто-Домінго, Домініканська Республіка | Ґрунт    | Ноелія Серра        | Барбара Кастро Марія-Алехандра Кесада  | 5–1 ret.           |
| Перемога  | 2.   | 26 червня 1995   | Мехіко, Мексика                         | Тверде   | Мелоді Фалько       | Ґюльберк Ґюльтекін Мінді Вейнер        | 6–3, 6–3           |
| Перемога  | 3.   | 17 липня 1995    | Сантус (Сан-Паулу), Бразилія            | Ґрунт    | Хімена Родрігес     | Ванесса Менга Валентіна Соларі         | 5–7, 6–3, 6–1      |
| Поразка   | 4.   | 31 липня 1995    | Бразиліа, Бразилія                      | Ґрунт    | Херальдін Айсенберг | Ванесса Менга Андреа Віейра            | 4–6, 2–6           |
| Перемога  | 5.   | 1 квітня 1996    | Тампіко, Мексика                        | Ґрунт    | Клаудія Мусіньйо    | Йоанніс Монтесіно Белькіс Родрігес     | 6–2, 6–3           |
| Поразка   | 6.   | 1 липня 1996     | Сантус (Сан-Паулу), Бразилія            | Ґрунт    | Ванесса Менга       | Лусіана Телла Андреа Віейра            | 6–3, 1–6, 3–6      |
| Перемога  | 7.   | 8 липня 1996     | Сан-Паулу, Бразилія                     | Ґрунт    | Ванесса Менга       | Лусіана Телла Рената Діес              | 6–7(6–8), 6–3, 6–2 |
| Перемога  | 8.   | 1 вересня 1996   | Сочі, Росія                             | Ґрунт    | Міріам Д'Агостіні   | Ольга Іванова Анна Лінкова             | 6–4, 6–3           |
| Поразка   | 9.   | 2 вересня 1996   | Сполето, Італія                         | Ґрунт    | Алісія Ортуньйо     | Міріам Д'Агостіні Софія Празеріс       | 5–7, 4–6           |
| Поразка   | 10.  | 28 жовтня 1996   | Единбург, Велика Британія               | Тверде   | Зіна Шрайбер        | Жулі Пуллен Лорна Вудрофф              | 3–6, 4–6           |
| Перемога  | 11.  | 26 квітня 1999   | Коацакоалькос, Мексика                  | Тверде   | Мелоді Фалько       | Адрія Енґел Алена Пауленкова           | 4–1 ret.           |
| Перемога  | 12.  | 10 травня 1999   | Тампіко, Мексика                        | Тверде   | Мелоді Фалько       | Жоана Кортез Карла Тіене               | 6–3, 4–6, 6–4      |
| Перемога  | 13.  | 17 травня 1999   | Сьюдад-Хуарес, Мексика                  | Тверде   | Мелоді Фалько       | Кайлі Гант Ніколь Сьюелл               | 3–6, 6–1, 6–3      |
| Поразка   | 14.  | 12 вересня 1999  | Мехіко, Мексика                         | Ґрунт    | Мелоді Фалько       | Жоана Кортез Ванесса Менга             | 4–6, 2–6           |
| Перемога  | 15.  | 27 вересня 1999  | Монтевідео, Уругвай                     | Ґрунт    | Мелоді Фалько       | Хорхеліна Краверо Марія Емілія Салерні | 6–3, 6–4           |